# Yokobue
Pour les articles homonymes, voir fue.
Le terme fue (笛) ou yokobue (横笛) désigne de manière générale les flûtes traversières japonaises.
On y retrouve notamment les instruments suivants :
- dengakubue (utilisée dans les cérémonies liées au riz : dengaku) ;

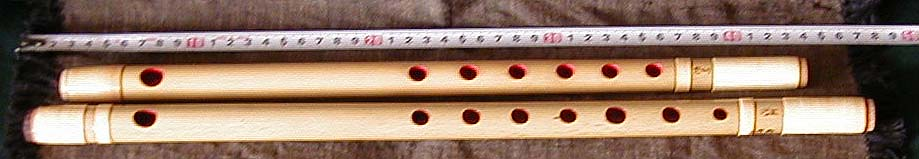
Shinobue.

- kagurabue (flûte du gagaku) ;
- komabue (flûte du gagaku) ;
- nohkan (flûte du nô) ;
- ryûteki (flûte du gagaku) ;
- shinobue et misatobue.